# Ornithidium serrulatum
Ornithidium serrulatum är en orkidéart som beskrevs av John Lindley. Ornithidium serrulatum ingår i släktet Ornithidium och familjen orkidéer. Inga underarter finns listade i Catalogue of Life.